# آبدهی شکل دهی داغ
آبدهی شکل دهی داغ (HFQ) یک فناوری سبک‌وزن شکل‌دهی گرم آلومینیوم - یک فرایند مهر زنی صنعتی برای تولید اجزای ورق آلومینیومی با استحکام فوق‌العاده با هندسه عمیق، دقیق و پیچیده است. این فرایند مهر زنی داغ آلومینیومی است (گاهی اوقات به آن «شکل دهی داغ آلومینیوم» نیز می‌گویند) برای درجه‌های سخت شدن سن ورق و شباهت‌هایی به سخت شدن فشاری فولادهای با استحکام فوق‌العاده بالا دارد. HFQ، فرایند اصلی مهر زنی گرم آلومینیوم، از ویسکوپلاستیته آلومینیوم در دماهای بالا برای تسهیل تولید سازه‌های سبک‌وزن استفاده می‌کند، که اغلب جایگزین فولاد، کامپوزیت‌ها، ریخته‌گری‌ها، اکستروژن‌ها یا پرس‌های چندگانه شکل سرد می‌شود.

آبدهی شکل دهی داغ (HFQ) یک فرایند مهر زنی داغ آلومینیوم برای ورق استحکام بالا (معمولاً) آلیاژهای سری 2xxx، 6xxx و 7xxx است، که ابتدا در اوایل دهه ۲۰۰۰ توسط پروفسورهای Jianguo Lin و Trevor Dean در دانشگاه بیرمنگام توسعه یافت. و سپس در امپریال کالج لندن، هر دو در بریتانیا.

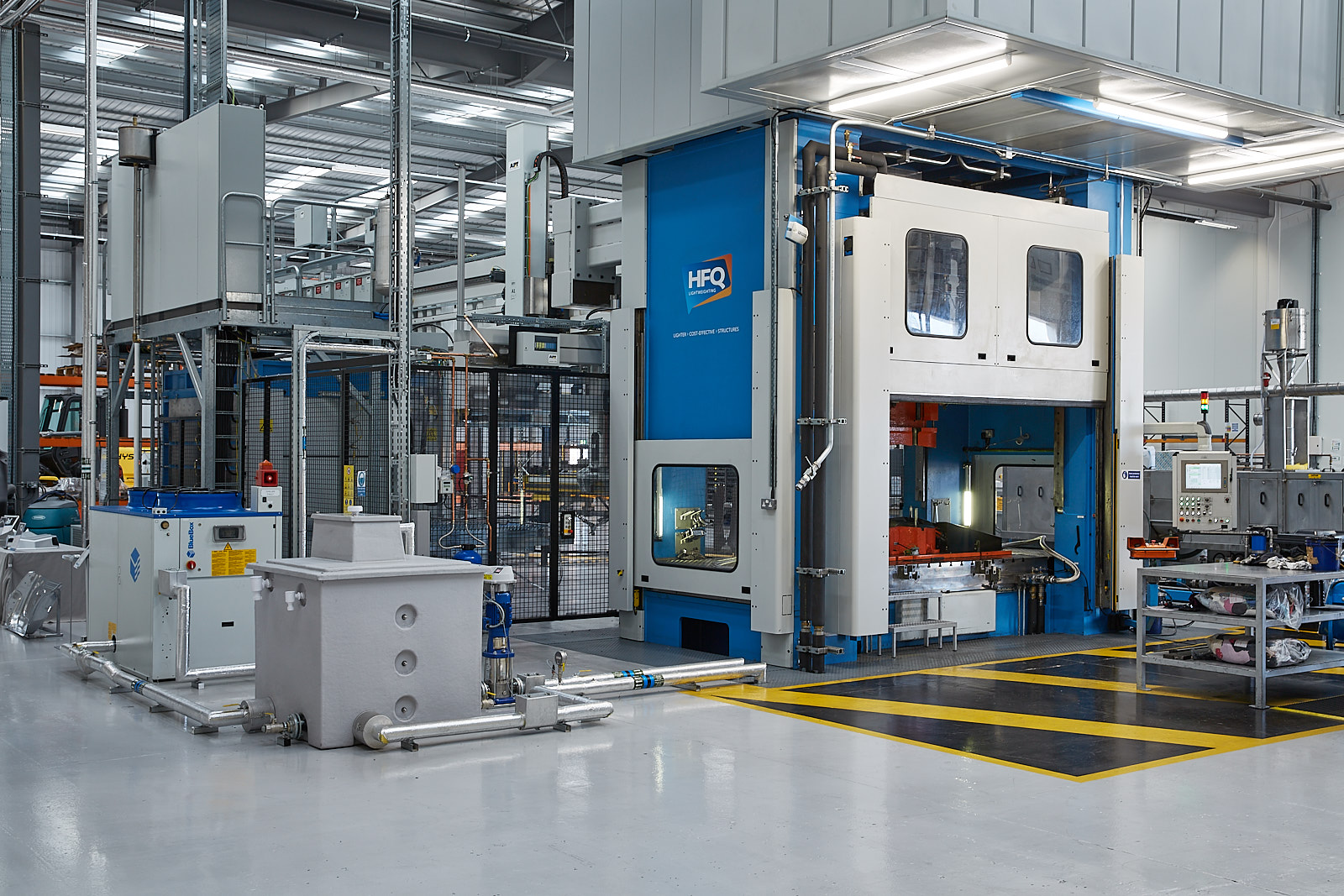
اولین خط تولید HFQ، کاونتری، انگلستان

Impression Technologies Limited (ITL)، یک شرکت فناوری مواد مستقر در کاونتری، انگلستان، دارای حقوق تجاری انحصاری برای شکل دهی گرم آلومینیوم HFQ است و از آن زمان دانش و حقوق اضافی خود را در این حوزه توسعه داده است. همزمان با استفاده از اولین برنامه‌های کاربردی HFQ در کاربردهای خودرو (استون مارتین DB11) در سال ۲۰۱۶، سازمان‌های دیگر در اکوسیستم سبک‌وزن به فناوری‌های Impression در یک برنامه Horizon 2020 به نام LoCoMaTech پیوستند. فناوری HFQ به سمت برنامه‌های کاربردی حجم انبوه. ITL، با نصب اولین خط HFQ جهان در سایت قدیمی جگوار در لیون پارک کاونتری، شروع به صدور مجوز فناوری HFQ در سراسر جهان به تولیدکنندگان، مانند گروه فیشر در آلمان و جت واگن در چین کرده است، تأمین کننده بخش خودرو و هوافضا.

## روند

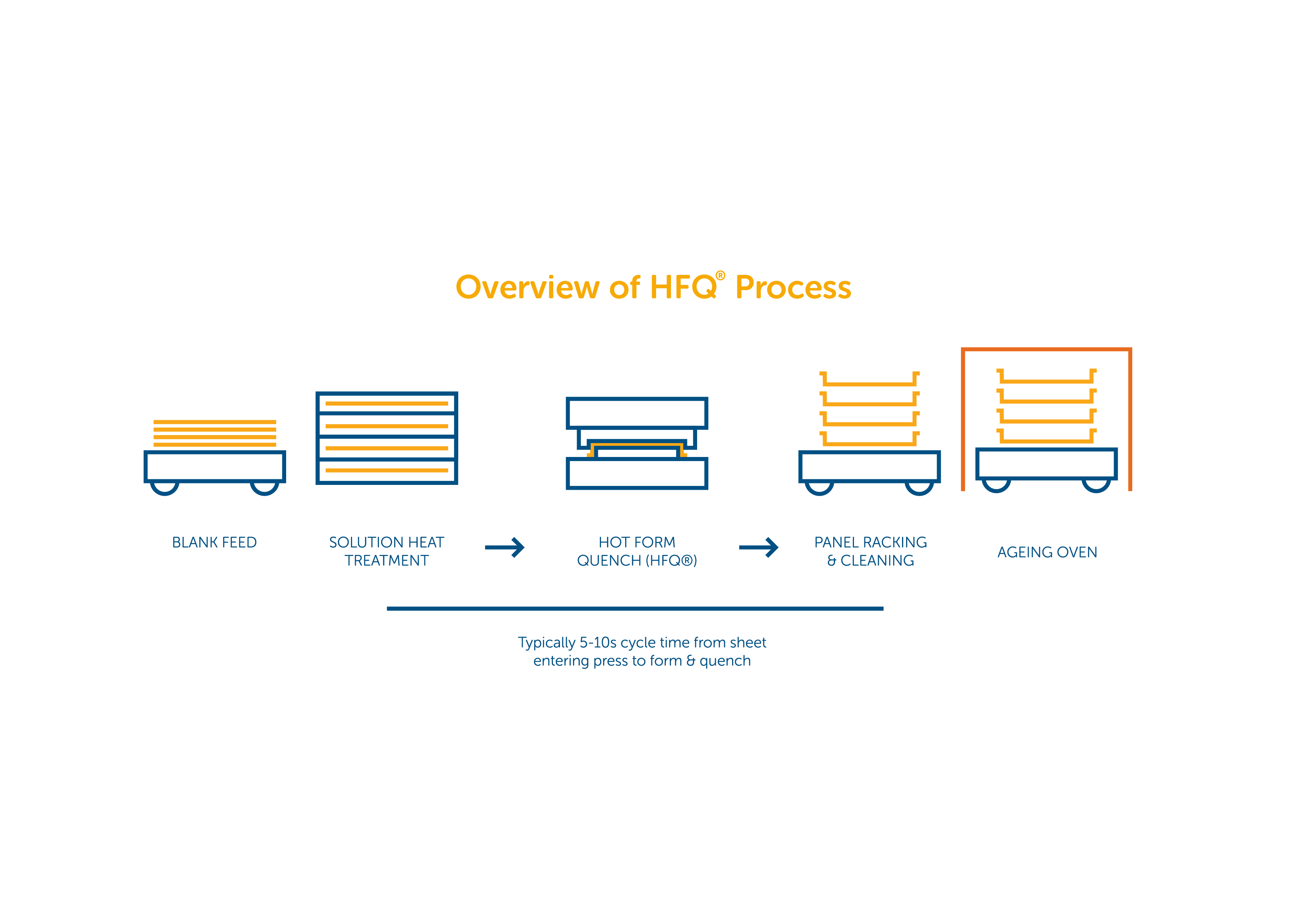
مروری بر فرایند آبدهی شکل دهی داغ

شکل‌دهی گرم آلیاژهای آلومینیوم شامل چهار مرحله اصلی است که بر روی یک ورق سفارشی شکل انجام می‌شود: گرم کردن و محلول‌سازی (بالای ۴۵۰ درجه سانتی‌گراد)، انتقال بلانک، آبدهی (تا دمای نزدیک به محیط) و شکل‌دهی، و پیری مصنوعی. در مرحله محلول سازی، ماده خالی در یک کوره تا دمایی که رسوبات موجود در ماده حل می‌شود، گرم می‌شود. کوره‌های محلول ساز زمانی که با جابجایی اجباری طراحی می‌شوند، موثرتر هستند، که با کوره‌هایی که برای خطوط فولادی سخت شده پرس استفاده می‌شود تفاوت دارد. توجه به این نکته مهم است که این فرایند شکل‌دهی گرم با آنچه که شکل‌دهی گرم نامیده می‌شود، متفاوت است، که در دمای زیر ۳۰۰ درجه سانتی‌گراد انجام می‌شود و منجر به شکل‌پذیری کمتر و استحکام قطعه نهایی می‌شود.
عملیات پرس در پرس هیدرولیک، سرو هیدرولیک یا سروو با سرعت بالا انجام می‌شود که در آن ابزار شکل دهی خنک می‌شود تا آبدهی لازم برای حفظ عناصر آلیاژی در محلول جامد ایجاد شود. فرایند پیری بعدی امکان بارش را فراهم می‌کند و استحکام اجزا را تا سطح مورد نیاز افزایش می‌دهد، معمولاً بازدهی ۳۰۰ تا ۵۰۰ مگاپاسکال، بسته به آلیاژ آلومینیوم مورد استفاده. فرآیندهای اختصاصی سفارشی برای بهینه‌سازی عملکرد خوردگی ویا خواص اتصال پایین دست توسعه داده شده‌اند.
به دنبال فرایند HFQ، بسته به حجم تولید، قطعات را می‌توان در قالب برش یا لیزر برش داد، همان‌طور که برای قطعات فولادی سخت شده با فشار معمول است. معمول است که حجم‌های کمتر از ۱۰۰۰۰ قطعه در سال به دلیل هزینه بالای ابزار تریم با لیزر برش داده شوند. یا برای حجم‌های بالاتر اگر برای تغییرات طراحی آینده، مانند موقعیت سوراخ، انعطاف‌پذیری لازم است.
اگر چه یک مزیت کلیدی فرایند HFQ امکان تولید پرس‌های پیچیده و عمیق در یک عملیات شکل دهی است، در صورت نیاز می‌توان عملیات پرس سرد ثانویه را پس از مرحله HFQ انجام داد.

## برنامه‌های کاربردی
از HFQ در مواردی استفاده می‌شود که وزن سبک و سطوح بالایی از یکپارچگی قطعات مورد نیاز است، جایی که ورق آلومینیوم یک پیشنهاد فنی و اقتصادی مناسب در نظر گرفته می‌شود. HFQ می‌تواند راه حلی برای برنامه‌های مختلف از چند صد تا میلیون‌ها قطعه در سال باشد. ضخامت ورق آلومینیوم ایده‌آل برای محدوده HFQ از ۰٫۸ میلی‌متر تا ۵٫۰ میلی‌متر است.
کاربردهای معمولی HFQ ساختارها و بسته‌های بدنه در سفید (BIW) از جمله ستون‌های A و B، حلقه‌های در، اعضای متقاطع، رکاب‌ها، پانل‌های داشبورد، قسمت‌های داخلی عقب، داخل درها، قسمت‌های داخلی درب عقب و سپرهای زیر را هدف قرار می‌دهند. اخیراً علاقه قابل توجهی به استفاده از HFQ برای درب و پوشش باتری برای وسایل نقلیه الکتریکی وجود داشته است. آلیاژهای مورد استفاده برای این کاربردها شامل سری‌های 6x و 7x مانند ۶۱۱۱، ۶۰۸۲، ۶۰۱۶ و ۷۰۷۵ می‌باشد.

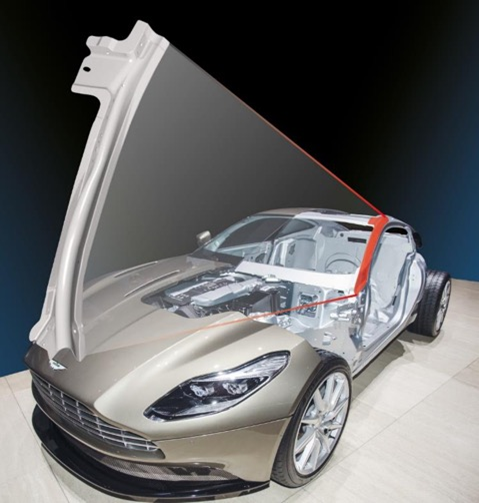
HFQ A Pillar در استون مارتین DB11

کاربردهای هوافضا در حال توسعه است که شامل پوست لب، محفظه موتور، فیرینگ، دنده بال و صندلی است. سایر کاربردهای بخش حمل و نقل شامل بدنه دوچرخه برقی، موتور سیکلت و سازه‌های ریلی است.
در بخش‌های دیگر، HFQ برای جایگزینی قطعات ریخته‌گری سنگین و قطعات ماشین‌کاری شده در نظر گرفته شده است، که در حال حاضر از آلومینیوم ساخته می‌شوند، جایی که وزن سبک یا استفاده از مواد از عوامل حیاتی است. همچنین استفاده از HFQ برای لبه‌های پیشرو توربین‌هایی که در معرض فرسایش لبه‌های پیشرو هستند، وجود دارد.
یک ملاحظه حیاتی در طراحی اجزای HFQ اطمینان از دقیق بودن شبیه‌سازی شکل دهی است که تا حد زیادی تحت تأثیر کیفیت کارت‌های مواد شکل دهنده برای هر آلیاژ و نوع روان‌کننده مورد استفاده قرار می‌گیرد. حتی آلیاژهای آلومینیوم تولید شده با مشخصات یکسان نیز بسته به تأمین کننده و خطوط فرآوری ورق مورد استفاده، می‌توانند شکل پذیری و خواص نهایی متفاوتی داشته باشند؛ بنابراین هر گرید آلومینیوم توسط تأمین کننده باید با سطح مشترکی از وفاداری بالا مشخص شود.

## مزایا و معایب
مزیت اصلی HFQ شکل پذیری عالی برای آلیاژهای آلومینیومی با استحکام فوق‌العاده بالا است که در غیر این صورت در طول شکل دهی سرد معمولی شکافته می‌شوند. این منجر به قطعات کشیده شده بسیار عمیق (می‌تواند بیش از ۳۰۰ میلی‌متر باشد)، شعاع تیز و سطوح بالایی از یکپارچگی قطعه در مقابل پرس‌های شکل گرفته سرد می‌شود. علاوه بر این، HFQ ساخت قطعاتی از آلومینیوم با استحکام بالا و فوق‌العاده را امکان‌پذیر می‌سازد، که برای کاربردهای غالب استحکام، کاهش قابل‌توجه وزن حدود ۲۰ درصد را در مقابل برخی از آلیاژهای آلومینیومی با استحکام پایین‌تر تسهیل می‌کند. علاوه بر این، عملاً هیچ فنری وجود ندارد که با تشکیل سرد رخ دهد. با تلورانس‌های قابل تحمل در ۰٫۵ -/+ میلی‌متر. در مقایسه با شکل‌دهی فوق‌پلاستیک که به خوبی تثبیت شده است، HFQ می‌تواند سرعت تولید به‌طور قابل‌توجهی بالاتر (تا ۵ قسمت در دقیقه) و طیف وسیع‌تری از گریدهای آلومینیومی را ارائه دهد. مزایای ثانویه HFQ شامل استفاده زیاد از مواد (به دلیل عدم نیاز به نگهدارنده خالی) است. و توانایی استفاده از مواد اولیه آلیاژی با قیمت کمتر و در دسترس بیشتر و حتی استفاده از آلیاژهای بسیار بازیافتی.

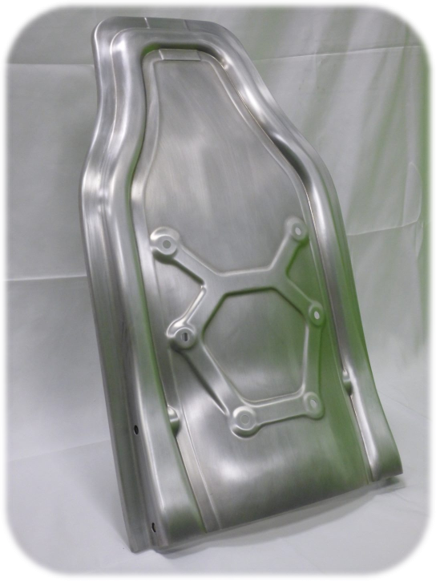
پشتی صندلی هواپیما توسط HFQ Process در آلیاژ ۶۰۸۲ کاملاً بازیافتی تولید شده است

نقطه ضعف اصلی HFQ در مقایسه با شکل‌دهی سرد آلومینیوم، زمان چرخه بالاتر و نیاز به سرمایه‌گذاری در کوره و پرس‌های سریع است، اگرچه این فناوری اکنون برای کاربردهای با حجم متوسط به بالا با گسترش گسترده‌تر استفاده می‌شود. با توجه به اینکه برای قطعات آلومینیومی تولید شده در حجم بالا، ۶۰ تا ۸۰ درصد جزء می‌تواند ماده خام باشد، وقتی زمان فرایند HFQ کمتر از ۳۰ ثانیه باشد، هزینه‌های افزایشی نسبت به مزایای شکل دهی پایین است.